# Drebach
Drebach település Németországban, azon belül Szászország tartományban. Lakosainak száma 5050 fő (2023. december 31.). Drebach Amtsberg, Gelenau/Erzgeb., Thum, Ehrenfriedersdorf, Thermalbad Wiesenbad, Wolkenstein, Großolbersdorf és Zschopau községekkel határos.

## Népesség
A település népességének változása:
| Lakosok száma | 5111 | 5117 | 4986 | 5045 | 5050 |
|               | 2017 | 2019 | 2021 | 2022 | 2023 |